# Тейлор, Энди
Э́нди Те́йлор (англ. Andy Taylor, полное имя: Эндрю Артур Тейлор; род. 16 февраля 1961) — британский музыкант (гитарист), певец. Наиболее известен как гитарист группы Duran Duran.
Как пишет музыкальный сайт AllMusic «британский гитарист Энди Тейлор поднялся с группой Duran Duran к ошеломляющим высотам славы в середине 80-х».

## Биография
Кроме Duran Duran, он играл в стороннем краткосрочном проекте Power Station, куда они вместе с коллегой по Duran Duran Джоном Тейлором пригласили Роберта Палмера и Тони Томпсона.
В 1985 году он, как пишет AllMusic, «с язвительными словами» ушёл из Duran Duran.
В 1986 году он выпустил дебютный сольный альбом Thunder, который в чарты попал (в США 46 место в Billboard 200), но быстро из них выпал.
В 1990 году у него вышел второй альбом Dangerous.
Потом он опять воссоединился с группой Power Station на второй альбом Living in Fear (который вышел в 1996 году).
С 2001 по 2006 годы он опять возвращался в Duran Duran.

## Дискография

### Студийные альбомы
В составе группы Duran Duran
См. также статью «Duran Duran discography» в английском разделе.
- Duran Duran (1981)
- Rio (1982)
- Seven and the Ragged Tiger (1983)
- Astronaut (2004)

В составе группы Power Station
- The Power Station (1985)
- Living in Fear (1996)

Соло
- Thunder (1987)
- Dangerous (1990)
- The Spanish Sessions EP (1999) (с Люком Морли)